# Hella (zenész)
Hella (1985. január 2. –) a Lordi nevű finn zenekar billentyűse.

## Lordi
Hella 2012-ben lett a zenekar billentyűse, miután az elődje, Lady Awa magánéleti okokra hivatkozva távozott a Lorditól. Karakterét 2012. december 17-én mutatták be, csak úgy, mint az új dobost, Manát. Hella a zenekar harmadik női tagja, és harmadik billentyűse is egyben. Első nyilvános szereplése a zenekarral egy ír tévécsatornán történt, ahol előadták a Hard Rock Hallelujah című Lordi slágert, igaz a zenei rész ekkor még felvételről ment. Hella első albuma a Lordi tagjaként a 2013-ban megjelent To Beast or not to Beast volt, első videóklipes megjelenésére pedig a The Riff című dalhoz készült videóklipben került sor 2013 februárjában.
2014-ben Hella énekelt vendégként a Postikortteja Helvetistä nevű finn zenekar Miksi? című számában, majd még ugyanezen év októberében kiadta második albumát a Lordival, ami a Scare Force One címet kapta, és ami egyben a zenekar hetedik nagylemeze.
2015 februárjában a Facebookon jelentette be, hogy gyermeket vár, és a Scare Force One tavaszi turnéja után a nyári fesztiválok idejére szülési szabadságra ment. A nyári fesztiválokon egy ideiglenes billentyűs, Nalle helyettesítette. 2017 májusában ismét terhességet jelentett. A koncerteken ezúttal is Nalle játszott helyette.

## Karakter
Hella eredetileg ember volt, azonban valódi személyisége és eredete ismeretlen. Egy Ruiz nevű sorozatgyilkos tizenharmadik áldozata volt. Ruiz létre akart hozni húsvér nőkből egy életnagyságú Barbie babát, 1985-ös letartóztatásakor tucatnyi fiatal lány holttestét találták meg, többük meg volt skalpolva, szemüket pedig festett üvegszemekkel helyettesítették, testüket forró plasztik borította. Ruiz egyetlen életben maradt túlélője, az "élő játékbaba" Hella volt.

## Diszkográfia
- To Beast or not to Beast (2013)
- Scare Force One (2014)
- Monstereophonic (Theaterror Vs. Demonarchy) (2016)
- Sexorcism (2018)